# G&L Musical Instruments
G&L — американський виробник гітар, заснований Лео Фендером, Джорджем Фуллертоном та Дейлом Хаяттом наприкінці 1970-х.  G & L виробляє електрогітари і бас-гітари, конструкції яких засновані на консрукції класичних інструментів Fender. Компанія також виробляє процесори ефектів.
Серед музикантів, що грають на інструментах G&L:
- Том Гамільтон (Aerosmith)[3]
- Бен Гібард[3]
- Джеррі Кантрелл (Alice in Chain)[4][5]
- Елліот Істон[6]
- Марісса Патерностер[7]
- Джейк Сіннінгер[8]
- Марк Сент-Джон[9]